# Condroitina solfato

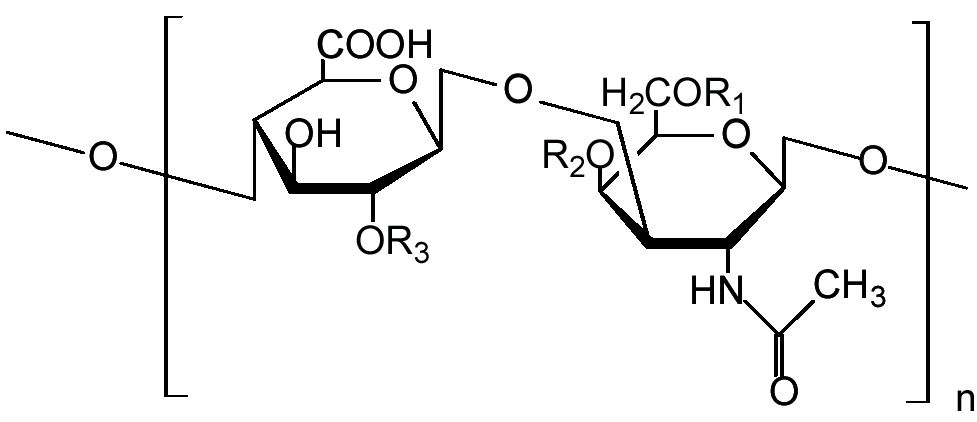
Struttura chimica di un'unità in una catena di solfato di condroitina. Condroitin-4-solfato: R_{1} = H; R_{2} = SO_{3}H; R_{3} = H. Condroitin-6-solfato: R_{1} = SO_{3}H; R_{2}, R_{3} = H.

Condroitina solfato - Altro diagramma

Il solfato di condroitina è un glicosaminoglicano (GAG) solfato, composto da una catena alternata di zuccheri (N-acetilgalattosamina e acido glucuronico). Si trova normalmente associata a proteine, a formare un proteoglicano. Una catena di condroitina può avere oltre 100 zuccheri, ognuno dei quali può legare ioni solfato in posizione e quantità variabili. Capire la funzione di tale diversità nella condroitina e dei relativi glucosaminglicani è uno dei maggiori obiettivi della glicobiologia. Il solfato di condroitina è un importante componente strutturale della cartilagine, dandogli la quasi totalità della resistenza alla compressione. Associato alla glucosamina, il solfato di condroitina è divenuto un integratore alimentare usato per l'osteoartrite.
La condroitina solfato è attualmente disponibile anche come specialità farmaceutica, rigidamente controllata per garantirne qualità, purezza, sicurezza, riproducibilità terapeutica e conformità rispetto a quanto dichiarato in etichetta. Recenti studi hanno indicato che l'assunzione di 800 o 1200 mg al giorno di condroitina solfato riduce i sintomi legati all'osteoartrosi e può essere efficace per le cure sintomatiche come dolore e intorpidimento.

## Uso medico
La condroitina è impiegata negli integratori alimentari come medicina alternativa per il trattamento dell'osteoartrosi. È inoltre approvata e regolamentata come farmaco sintomatico ad azione lenta per questa malattia (SYSADOA) in Europa e in alcuni altri paesi. Comunemente viene venduta in combinazione con la glucosamina. Una revisione Cochrane degli studi clinici del 2015 ha evidenziato che la maggior parte di essi presentava una bassa qualità, ma ha indicato prove di miglioramento a breve termine del dolore e pochi effetti collaterali; tuttavia, sembra che non apporti benefici nel migliorare o mantenere la salute delle articolazioni interessate.
La condroitina, associata comunemente alla glucosamina, non dovrebbe essere impiegata per il trattamento dell'osteoartrosi sintomatica del ginocchio, poiché le evidenze dimostrano che tali trattamenti non forniscono sollievo per tale condizione.
La condroitina ha dimostrato promettenti risultati nel trattamento della malattia coronarica. In uno studio di 6 anni in doppio cieco controllato con placebo che coinvolse 60 soggetti e fu pubblicato nel 1973, il gruppo trattato con condroitin solfato manifestò una riduzione del 350% degli attacchi cardiaci fatali rispetto al gruppo di controllo. Analizzando i dati relativi agli eventi cardiovascolari non fatali, il gruppo di controllo registrò attacchi cardiaci non fatali con una percentuale del 16%, mentre il gruppo trattato con condroitin solfato non ne evidenziò alcuno, raggiungendo lo 0%.

## Terminologia
Il solfato di condroitina è stato isolato molto prima della caratterizzazione della struttura, portando a cambiamenti di nomenclatura nel tempo.  Inizialmente vennero associate lettere diverse alle varie frazioni della sostanza.
| Lettera identificativa | Sito di solfatazione                                     | Nome sistematico       |
| Condroitina solfato A  | carbonio 4 dello zucchero N-acetilgalattosamina (GalNAc) | condroitin-4-solfato   |
| Condroitina solfato C  | carbonio 6 del GalNAc                                    | condroitin-6-solfato   |
| Condroitina solfato D  | carbonio 2 dell'acido glucuronico e 6 del GalNAc         | condroitin-2,6-solfato |
| Condroitina solfato E  | carbonio 4 e 6 del GalNAc                                | condroitin-4,6-solfato |

"Condroitin solfato B" è il vecchio nome del dermatan solfato, e non è più considerato una forma del solfato di condroitina.
Il termine Condroitina da solo è stato usato per indicare una frazione contenente poco o niente zolfo.  Comunque, questo tipo di distinzione non viene utilizzata da tutti.
Sebbene il nome "condroitina solfato" suggerisca un sale con uno ione solfato, questo caso risulta differente perché il solfato è unito da un legame covalente allo zucchero. D'altra parte, poiché la molecola ha molte cariche negative al pH fisiologico, un catione è presente nei sali di condroitina solfato.  I preparati commerciali della condroitina solfato sono tipicamente dei sali di sodio. 

## Struttura
Le catene di Condroitina solfato sono polisaccaridi senza diramazione di lunghezza variabile contenenti due monosaccaridi alternati: Acido D-glucuronico (GlcA) e N-acetil-D-galattosamina (GalNAc).  Qualche residuo di GlcA viene epimerizzato nell'Acido L-iduronico (IdoA); il disaccaride risultante viene chiamato Dermatan solfato.